# تادئوش وویتیخ
تادئوش وویتیخ (لهستانی: Tadeusz Wojtych؛ ‏ ۱۰ اوت ۱۹۳۱–۹ ژوئیه ۲۰۲۱) بازیگر اهل لهستان بود.
از فیلم‌ها یا مجموعه‌های تلویزیونی که وی در آن‌ها نقش داشته‌است، می‌توان به خانه کشیش، صفر-هفت، به‌گوشم، سال‌های شیرین، جهان به روایت خانواده کیپسکی، خودِ زندگی، درخت سحرآمیز، در خوشی و سختی، جادوگر، مادران، هتل زرافه و کرگدن، پزشکان، مزرعه، قانون حقیقی، کاتین، هوس‌های امپراتور، پیانیست، انتقام، اروپا اروپا، سارا، قضاوت درباره فراچیشکا کووسا و کونوپیلکا اشاره نمود.